# Пропаганда (музичка група)
Пропаганда био је југословенски и српски новоталасни бенд из Београда, који су основали чланови група Звук улице и Булевар. Бенд је постојао годину дана, а објавио је албум Апатија јавности 1982. године.

## Историјат
Пре оснивања бенда Пропаганда, већина њених чланова деловала је у бенду Звук улице, који су 1976. године основали Влада Дивљан (гитара, вокал), Зденко Колар (бас), Кокан Поповић (бубњеви), Драган Митрић (клавијатуре), Бора Антић (саксофон) и Драгана Милковић (клавир, вокал). Дивљан је у почетку свирао само гитару, а касније био и вокалиста. Бенд Звук улице обрадио је песме Битлса, Ролингстонса и Џими Хендрикса, а изводио је и своје песме, углавном инструментале. Звук бенда описан је као комбинација мелодичног џеза и рока, али је Зденко Колар у једном интервјуу изјавио да је то звук који ће почетком осамдесетих година бити описан као нови талас. Бенд је снимао у Радио Београду, а њихове песме често су емитоване на радио станицама у СФРЈ. Године 1978. бенд је наступио на последњем БУМ фестивалу у Новом Саду, а 1979. године на Зајечарској гитаријади где су били добро прихваћени, али је прво место освојила Галија. Након тога Кокан Поповић одлази на одслужење војног рока, а његова будућа супруга је затруднела, па се бенд распао. Влада Дивљан и Зденко Колар су након тога формирали бенд ВИС Идоли. Драган Митрић је приступио бенду Булевар, а Кокан Поповић придружио се бенду Слађане Милошевић.
Чланови Звука улице Кокан Поповић (гитара и вокал) и Драган Митрић (клавијатуре), заједно са Бранком Исаковићем (бас) и Ненадом Моргенстерном (бубњеви, удараљке) основали бенд Пропаганда 1981. године.  Бенд је почео рад на првом албуму, који је делимично садржао материјал из репертоара бенда Звук улице, а сниман је у Студију 5 Радио Београда. Албум садржи поп-оријентисани звук са утицајима различитих жанрова. Албум под називом Апатија јавности објављен је 1982. године за ПГП РТБ, садржи десет нумера, укључујући песму Есмераланда, за коју је текст писао Мухарем Сербезовски.
Након објављивања албума бенд је распуштен. Кокан Поповић је у то време већ сарађивао са ВИС Идолима, на њиховом дебитантском албуму Одбрана и последњи дани, а 1983. године Бранко Исаковић се придружио ВИС Идолима као басиста, на албумима Чоколада и Шест дана јуна. Драган Митрић је приступио бенду Бајага и инструктори, а касније постао члан бенда Спори ритам.
Песма групе Пропаганда, Bugatty појавила се на пољском компилацијском албуму , који је објавила издавачка кућа Супрапхон 1984. године. Песма 18. новембар појавила се на немачком компилацијском албуму , који је 2007. годије објавила издавачка кућа Сонар колектив.

## Дискографија

### Студијски албуми
- Апатија јавности (1982)